# Ogata Kōrin
Ogata Kōrin (Japans: 尾形光琳) (Kyoto, 1658 - aldaar, 20 juli 1716) was een belangrijk Japans kunstschilder tijdens de Edoperiode. Hij is vooral bekend om zijn schilderijen op schermen, lakwerk en textieldesigns. In verschillende stijlen schilderde hij op verschillende formaten en maakte gebruik van thema's afgeleid van klassieke Japanse literatuur die hij omvormde in gedurfde abstracte patronen en briljante kleuren. Kōrin zijn designs drukten de voornaamste eigenschappen van schilderijen en objecten van de Rinpa (琳派) school uit.

## Biografie
Ogata Kōrin en zijn broer Ogata Kenzan (尾形 乾山) waren opgegroeid in een familie van textielhandelaars te Kioto (京都). Kōrins eerst bekende voorvader was soldaat in dienst van de Ashikaga-shogun. Ogata Dōhaku van de tweede generatie, werd een bekende textielverkoper en bezitter van de Kariganeya (雁金屋). De familie was verwant met kalligraaf en zwaardsmid Honami Kōetsu (本阿弥光悦) 1558-1637, Dōhaku was getrouwd met zijn zus. De zoon van Dōhaku en grootvader van Kōrin was Sōhaku. Hij spendeerde zijn laatste levensjaren in Takagamine, een stuk land in het noorden van Kioto geschonken door Tokugawa Ieyasu, waar Kōetsu een gemeenschap van kunstenaars oprichtte. De vader van Kōrin, Ogata Sōken (1621-1687), was schilder en kalligraaf, die invloed uitoefende op Kōrin zijn vroege werken. Zo merk je dat vele generaties van de Ogata-familie al getraind waren in de kunst en dat zijn afkomst zijn stijl bepaald heeft.
Als zoon van een gevestigde zakenman groeide Kōrin op in een luxe omgeving en leidde hij een zorgeloze jeugd, met als enige doel zich te amuseren. Hij was nauwkeurig getraind in vakken als literatuur, kalligrafie, schilderen en het no-theater. Deze gelukkige jeugd eindigde plots met de dood van zijn vader in 1687. Ook voor dit voorval was de Ogata familie stilaan van de oude aristocratische familie aan het evolueren naar de steeds meer voorkomende middenklasse van handelaars. Zo bevond Kōrin zich in financiële moeilijkheden en moest hij een manier vinden om te overleven.

## Artistiek leven

### Vroege jaren
Met een nieuw begin veranderde hij in 1692 de spelling van zijn naam, behield dezelfde uitspraak maar nam nieuwe kanji over. De nieuwe betekenis was: ‘glanzende edelsteen’. In de volgende jaren bleef de financiële situatie verergeren en uiteindelijk begon hij een professionele carrière als schilder. Hij was al jaren bezig met schilderen, eerst met zijn vader als leermeester en later als leerling van Yamamoto Sōken, een lid van de Kanō-school (狩野派). Sōken was zowel goed in de traditionele Chinese stijl van schilderen (met inkt) als in het traditionele Tosa-school (土佐派) schilderen, een kleurrijke decoratieve stijl. Sōken introduceerde Kōrin in beide stijlen, die nam deze beide over en begon te schilderen op textiel. Andere invloeden op zijn vroege werken waren schilderijen van Kanō Yasunobu (狩野 安信) en zeker het werk van Tawaraya Sōtatsu (俵屋 宗達), twee decoratieve schilders van de vroege 17e eeuw. Een paar van Kōrin zijn werken zijn herkend en kunnen geplaatst worden in deze fase van zijn carrière, ze zijn geschilderd in inkt in de traditionele Kanō-stijl.
Geen enkele van zijn werken bevatten een datum dus het is moeilijk om chronologie te brengen in zijn artistieke leven. De belangrijkste werken zouden gemaakt zijn in de 20 jaar na 1697. Dit kan verdeeld worden in 3 delen.

### 1697-1703
Dit is de zogenaamde ‘Kioto Periode.’ In 1697 werd hij artistiek volwassen en kreeg hij herkenning als professioneel schilder. Hij decoreerde de keramiek van zijn broer Kenzan, die een keramiek oven opende in 1699 te Narutaki, in het Noordwesten van Kioto. De volgende paar jaren werkten de broers samen aan prachtige keramiek uit de Edoperiode. Kort daarop kregen ook zijn schilderijen herkenning. In 1701 kreeg hij de rank van hokkyō, wat aanduidde dat hij nu een echte artiest was. Deze titel was een enorme eer voor kunstenaars, een onderscheiding van de rest. Hierna zijn bijna al zijn werken getekend als Hokkyō Kōrin.

### 1704-1710
In 1704 begon Kōrin te pendelen tussen Kioto en Edo (het huidige Tokio). Hier werd hij aangetrokken door het cliënteel in de levendige moderne stad, rijke handelaren en grote heren van Japan . Hij maakte minstens twee reizen naar Edo, van 1704 tot 1705 en opnieuw van 1707 tot 1709. Deze verblijven waren niet zo zeer gelukkig dus keerde hij terug naar Kioto. Tussen de werken van deze periode bevindt zich een rol die bloemen van de 4 seizoenen bevat en werd doorgegeven aan de Tsuguru familie van Tokio. Het was een hangende rol van de rode en witte azalea en een tweevoudig scherm van golven.

### 1711-1716
In deze periode bereikte hij zijn artistieke climax. Na zijn terugkeer in Kioto in 1711 werd Tawaraya Sōtatsu zijn grootste invloed. Hij baseerde twee van zijn bekendste schilderijen op composities van Sōtatsu zijn werk. Dit zijn de 2 zesvoudige Byōbu schermen die de golven van Matsushima afbeelden en de tweevoudige schermen Wind God and Thunder God.

Waves at Matsushima
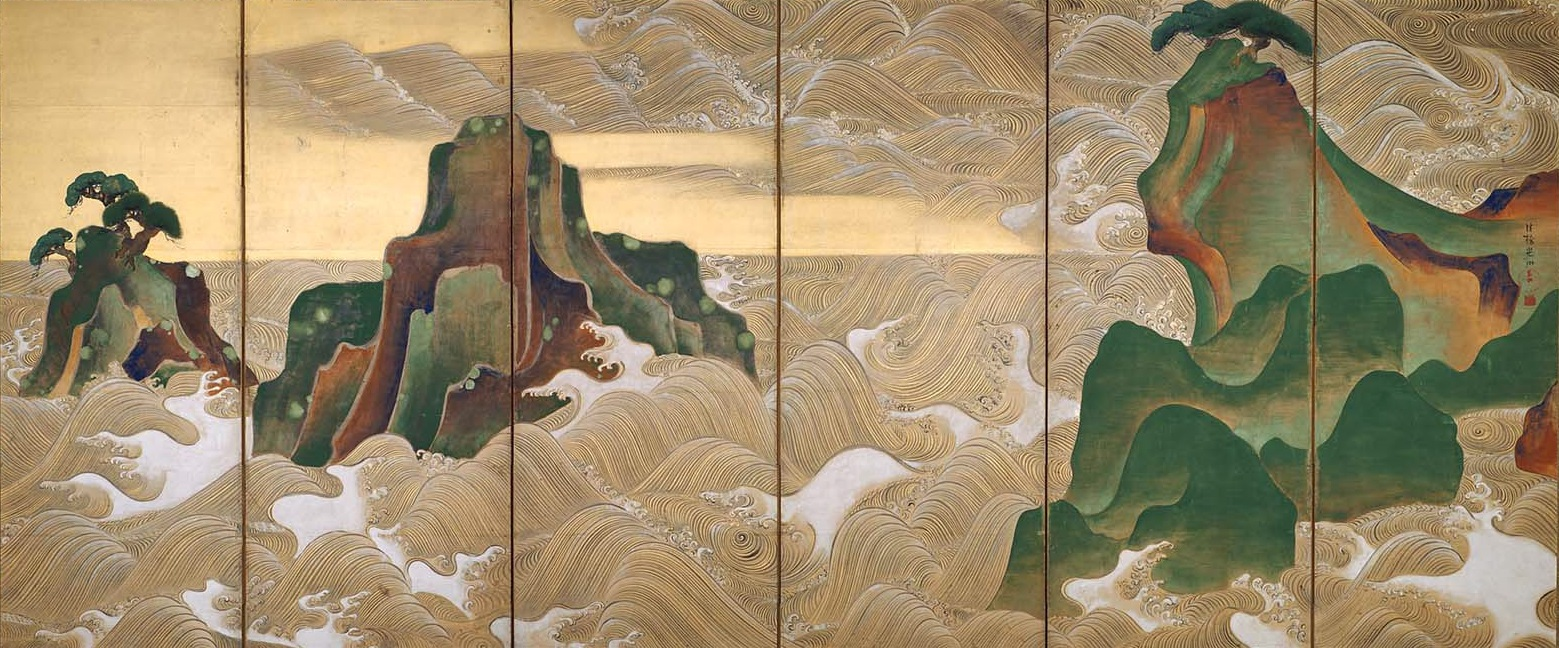

Wind God and Thunder God
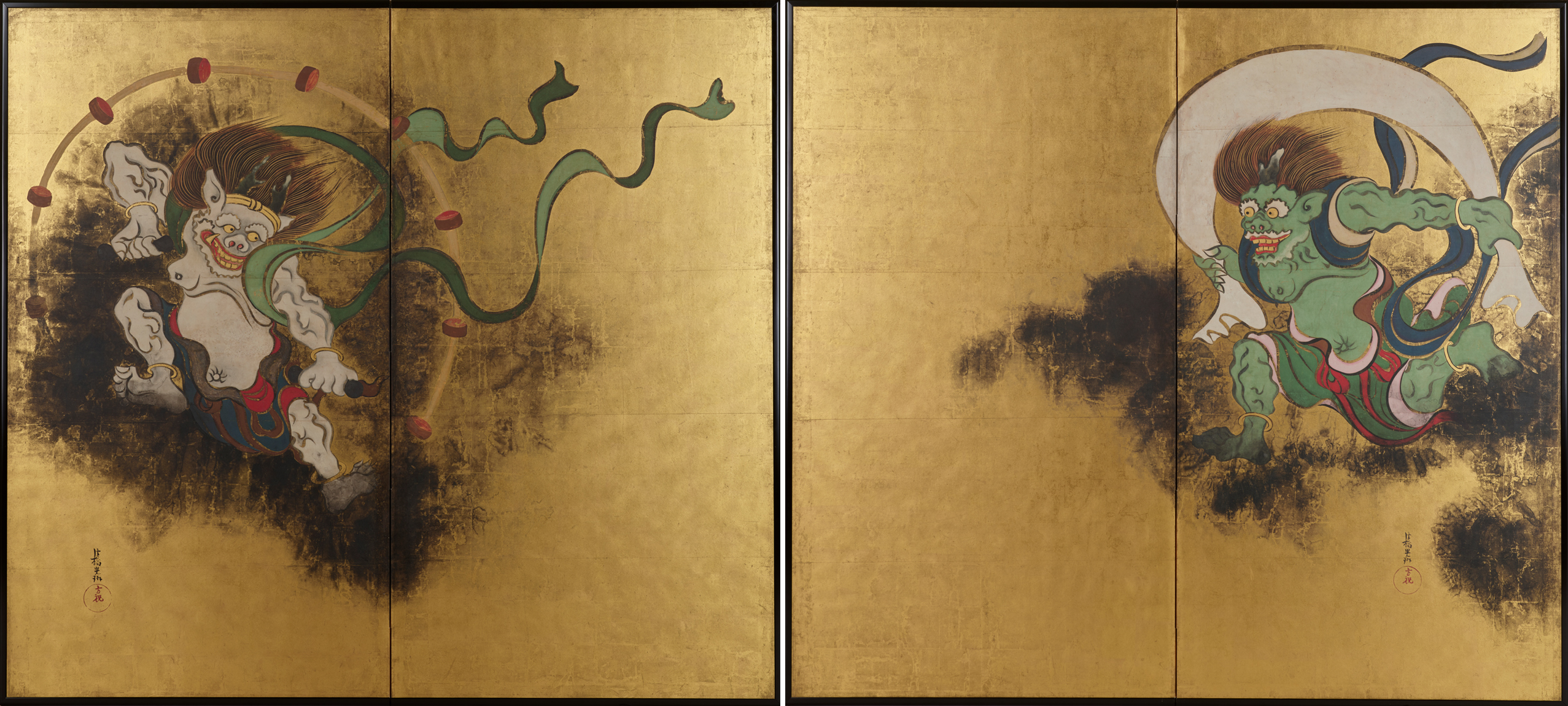
Kōrins versie
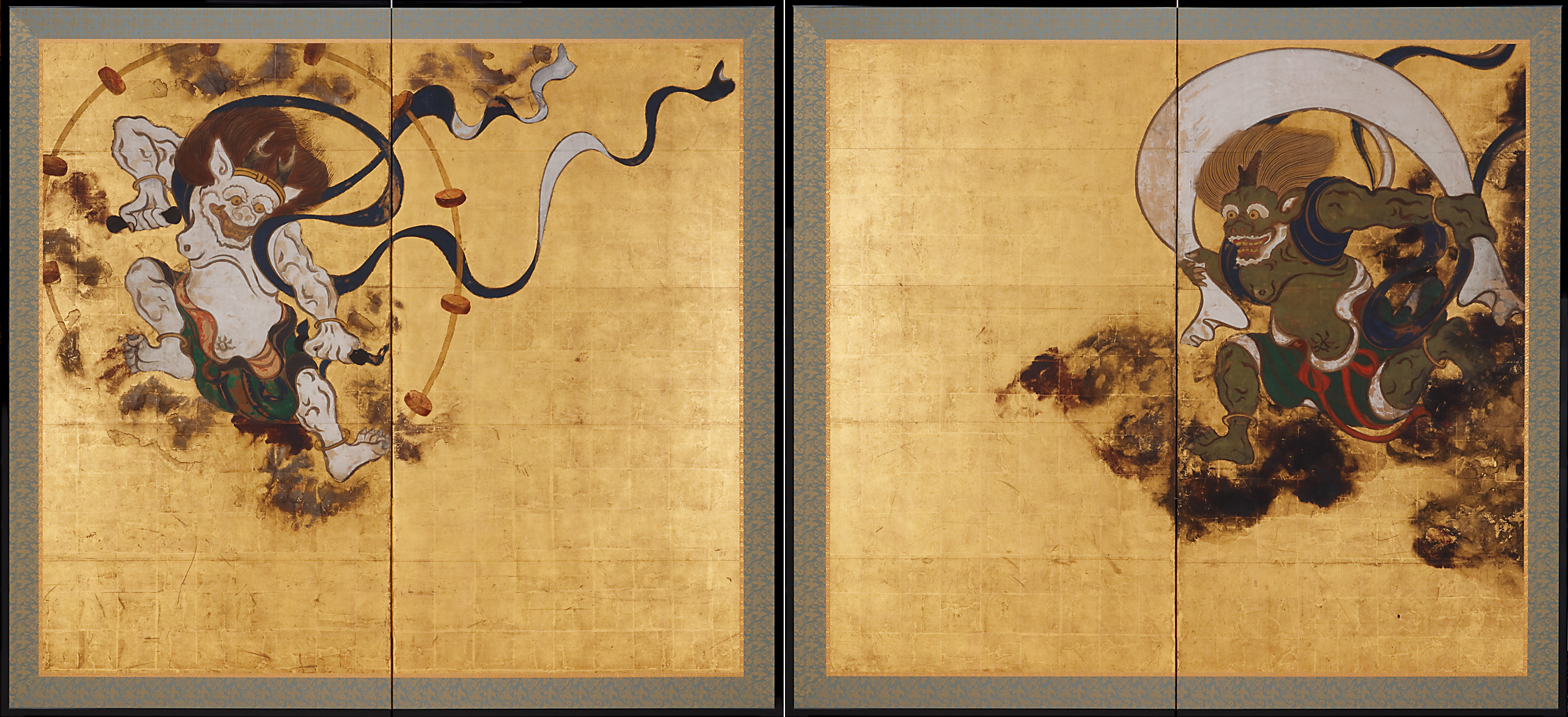
Sōtatsus origineel

Zijn werk dat beschouwd wordt als hoogste prestatie van deze periode heet Red and White Plum Trees. In dit werk zie je het best Kōrin zijn gevoel voor het platte, decoratieve en zijn gevoel voor natuur, gecombineerd met een beklemtoning op een abstract kleurenpatroon.

Red and White Plum Blossoms
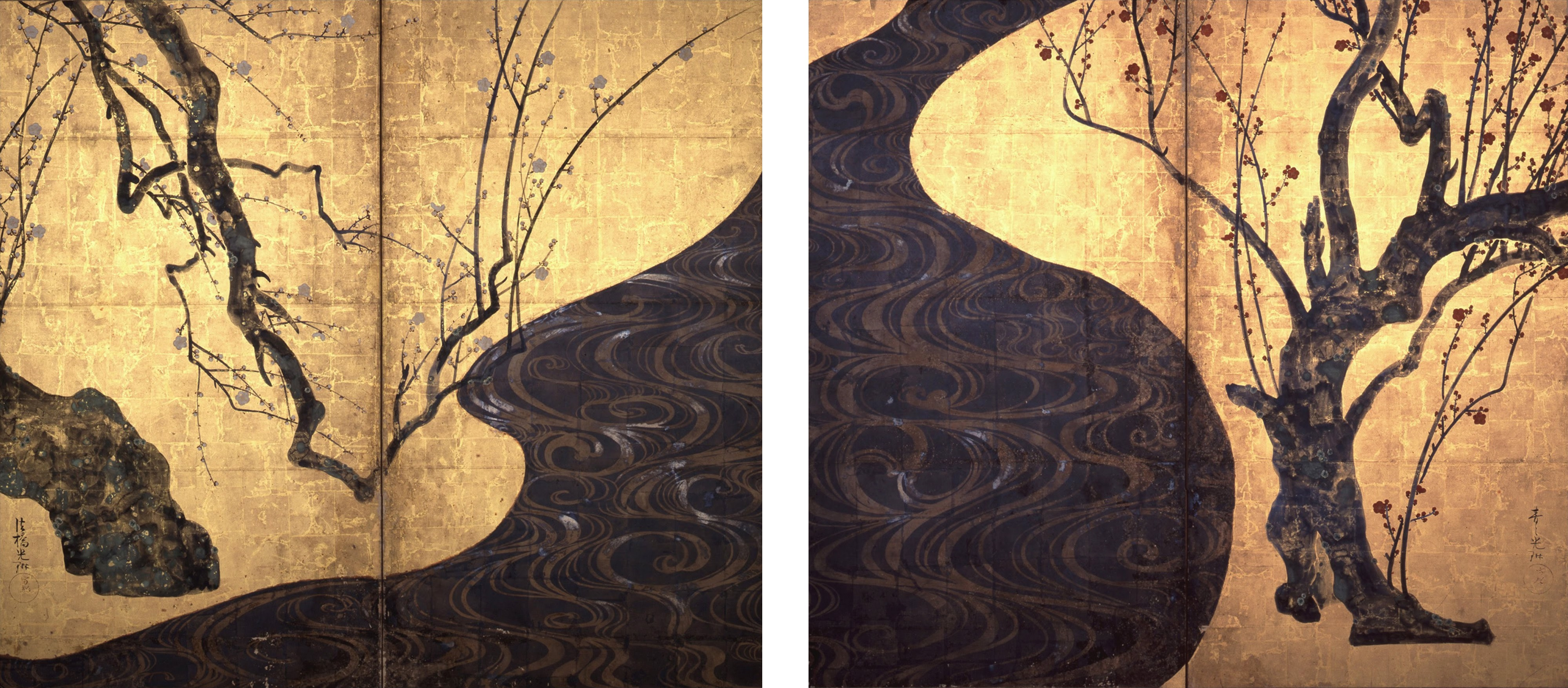

## Na zijn leven

### Volgelingen
Hij stierf al op 59-jarige leeftijd, maar bleef verder leven in de kunstwereld. Hij liet veel volgelingen en leerlingen achter. Hij was zo populair dat een jaar na zijn dood, Tani Bunchō (谷 文晁, 1763-1840) in de collectie van zijn essays the buncho gadan, zich geroepen voelde om het publiek te waarschuwen tegen namaak van Kōrin zijn werken. Sommige van zijn 19e-eeuwse volgelingen probeerde de kunstenaar een plaats te geven in de geschiedenis en publiceerden boeken. Een van hen was Sakai Hōitsu (酒井 抱一,1761-1828) die actief was tijdens het begin van de 19e eeuw en 100 jaar na zijn dood nog steeds Kōrin zijn stijl liet herleven. Hij publiceerde the Kōrin hyaku zu in 1815. Ikeda Koson (1802-1867) publiceerde in 1864 the shinsen Kōrin Hyaku zu. Samen bevatten de 2 boeken meer dan 300 exemplaren van Kōrin zijn toen herkende schilderijen en designs.

### Konishi document
Dit is een document dat inzicht voorziet in het privéleven van de artiest. Inclusief family papers, persoonlijke brieven, dagboeken en kopieën van oude schilderijen. Tot voor kort was dit document in het bezit van de Konishi familie, wiens voorouders de zoon van Kōrin adopteerden. Dit is nu verdeeld onder een museum in Osaka en een privécollectie in Tokio.
- Bibsys: 2032984
- Bibliothèque nationale de France: cb16943554d (data)
- Catàleg d'autoritats de noms i títols de Catalunya: 981058617354206706
- CiNii: DA01817005
- Gemeinsame Normdatei: 128773421
- International Standard Name Identifier: 0000 0001 2144 3925
- Library of Congress Control Number: n82080371
- Nationale Bibliotheek van Letland: 000246623
- MusicBrainz: e840a131-6de8-4e7d-a3b6-5ae8f5ea385d
- Bibliotheek van het Japanse parlement: 00271282
- Nationale bibliotheek van Australië: 35259545
- Nationale Bibliotheek van Israël: 987007279284105171
- Nederlandse Thesaurus van Auteursnamen: 073657514
- SNAC: w6xh7mvp
- Système universitaire de documentation: 112626505
- Trove: 886228
- Union List of Artist Names: 500034109
- Virtual International Authority File: 95891668
- WorldCat: E39PBJjHdCW6RRRCBp4JC6jV4q